# Хермерик
Хермерик (Гермерих) је био први краљ Свева, који је владао у периоду од 409. до 441. године на територији некадашње римске провинције Галиције (данас западна Шпанија и северни Португал).

## Стварање краљевине Суева. Рат са вандалима
Под његовим вођством, Свеви су стигли у Галицију 411. године и, као резултат жребања, настанили се ту заједно са Вандалима. Захваљујући удаљеној локацији свог насеља, Свеви и Вандали су избегли нападе визиготског краља Валија, који је 416-418. године потпуно поразио краљевства Вандала-Силинга у Бетици и Алана у Лузитанији и Картагињанској Шпанији. Године 418. римска влада је повукла Визиготе из Шпаније и преселила их у Аквитанију. Након њиховог одласка избио је рат између Свева и Вандала. Године 419–420, Вандали су опседали Свеве у планинама Нербас. Локација ових планина, где су се Вандали борили са Свевима, никада није утврђена. Нема сумње да су се Вандали и Свеви борили међу собом управо зато што је сваки од народа настојао да заузме целу Галицију. 
420. године, Астурије,заповедник шпанских провинција, и подвикар Мауроцел приморали су Вандале да скину опсаду и ослободе опкољене Свеве. Вандали су, убрзо након што су подигли опсаду и починили велики  број убистава у Браги, кренули на југ у Баетику како би заузели земље истребљених Вандала. Од тада је Галиција скоро у потпуности прешла у посед Свева.

## Насеље у Галицији
Очигледно, чак и у самој Галицији постојале су области на које се власт свевског краља није проширила почетком 5. века. Свеви су били неравномерно распоређени по целој територији Галиције. Исидор Севиљски јасно наводи да је део Галиције остао независан.Касније се сазнаје за честе разорне нападе којима су варвари подвргли градове и села своје провинције. Приликом свевичког освајања Галиције, део те провинције им се потчинио, али је други део, који Идације назива „плебсом“, пружао тврдоглав отпор. Иако Идацијева употреба термина највероватније није имала правни значај, очигледно се није односила на велике земљопоседнике. Очигледно је то био онај део слободног становништва Галиције који је, ослањајући се на кастеле (тврђаве), тврдоглаво одбијао да се потчини варварима.
Неколико области у Галицији које Свеви нису опљачкали вероватно су биле оне у којима су они сами живели. Постоје три таква места. Брага  у северном Португалу је једна од њих. У царским временима био је главни град провинције, а несумњиво је био главни град Свева. Свеви су такође живели у граду Асторги, па стога нису напали овај град, иако су 469. извршили препад на околна подручја. Коначно, у граду Луго, другом по величини после главног града покрајине, било је становника Свева. Тако су Свеви живели унутар градских зидина Браге, Луга и Асторге и насељима око Браге. 
Број Суева у овом периоду се процењује на 25.000–35.000 људи. То значи да није било више од 8.000 - 9.000 ратника. Мањина је терорисала већину; Ово није био последњи такав случај у шпанској историји. Свеви су опустошили Галицију са таквом упорношћу и немилосрдношћу да је изненађујуће да су они и Галичани уопште успели да опстану у 5. веку. 
Међутим, док су Вандали били надохват руке, Хермерик се понашао мирно као да није ратник, али чим су Вандали 429. године отпловили у Африку, у Шпанији више није имао кога да се плаши. 430. године први пут је показао своје право лице. Те године је почео да врши непрекидне и немилосрдне нападе на Галицију, што је приморало Идатија, епископа града Аква Флавије
431. године отишао код Аеција и молио га да прекине зверства варвара. Следеће, 432. године, Еције је послао грофа Цензорија код Суева. То што Аеције то није учинио одмах је вероватно због тога што су га узнемирили Франци, али Хермерик је тек пошто се Цензорије вратио на суд, помирио са Галичанима, и то само зато што су се у то умешали епископ или више епископа.  Цензорије је можда учествовао у преговорима, али није познато да ли је постигао неки резултат. Аеције није ништа помогао и мир није дуго трајао. Године 437. Цензорије и Фретимунд су поново послани као амбасадори код Свева, а они су поново заклетвом потврдили мир са Римљанима. Али Хермерик је свакако наставио своје нападе све док га тешка болест није приморала да се одрекне престола 438. године. Затим је за сакраља поставио свог сина Рехила, иако Идације назива Хермериха краљем већ 441. године: „Умро је краљ Суева, Хермерих, кога је болест мучила сваки дан седам година.“ Исидор Севиљски такође пише да је Хермерих владао 32 године и да је умро након што је био болестан 7 година.